# El Correo de la Provincia
El Correo de la Provincia fue un periódico editado en la ciudad española de Tarragona entre 1892 y 1897.

## Descripción
Con el subtítulo de «diario católico-tradicionalista», apareció el 1 de marzo de 1892, fundado por Luis de Nolla, que lo dirigió en los primeros meses. Le sucederían en el cargo Luis de Salvador primero y Juan Bautista Falcó después. La publicación tenía como redactor a Salvador Tarín Garcís y contó con Juan Luis Martín Mengod y José Navarro Cabanes como corresponsales en Valencia. Este último habla en los siguientes términos de las primeras páginas:

«En su artículo programa del primer número hace profesión de fe y dice que viene al estadio de la Prensa para cumplir los mandatos de Su Santidad, de nuestros excelentísimos Prelados y del Duque de Madrid; a contrarrestar la propaganda impía del error y del mal; que viene a ponerse en las primeras avanzadas para recibir los tiros que se dirigen a nuestra amadísima Madre la Iglesia. Dice que será intransigente con el error y que viene a hacer política de atracción»
Navarro Cabanes, sobre el primer número de El Correo de la Provincia

La publicación debió de cesar a comienzos de 1897, según Navarro Cabanes.